# 금백로 (김제시)
금백로(Geumbaek-ro)는 전북특별자치도 김제시 금구면 김제IC사거리에서 김제시 백구면 난산삼거리를 잇는 도로이다. 도로 이름은 김제시 금구면과 백구면에서 따왔다.

## 주요 경유지
전북특별자치도
- 김제시 (금구면 . 용지면 . 백구면)

## 노선
| 이름         | 접속 노선                     | 소재지 | 소재지 | 비고 |
| ------------ | ----------------------------- | ------ | ------ | ---- |
| 김제IC사거리 | 지방도 제714호선 (풍요로)     | 김제시 | 금구면 |      |
| 장흥교       |                               | 김제시 | 금구면 |      |
| 애통리사거리 | 지방도 제716호선 (콩쥐팥쥐로) | 김제시 | 용지면 |      |
| 춘강사거리   | 지방도 제702호선 (용지로)     | 김제시 | 용지면 |      |
| 난산삼거리   | 국도 제26호선 (번영로)        | 김제시 | 백구면 |      |

## 주요 시설및 건물
- HD현대오일뱅크 용지주유소 (금백로 996/장신리 348)
- 난산초등학교 (금백로 1213/영상리 343)